# Sportgemeinde Eintracht 1902 Bad Kreuznach 1962-1963
Questa voce raccoglie le informazioni riguardanti la Sportgemeinde Eintracht 1902 Bad Kreuznach nelle competizioni ufficiali della stagione 1962-1963.

## Stagione
Nella stagione 1962-1963 l'Eintracht Bad Kreuznach, allenato da Heinz Elzner, concluse il campionato di Oberliga sudovest al 15º posto e fu retrocesso in 1. Amateurliga Sudovest.

## Rosa
| N. |                     | Ruolo | Calciatore       |
| -- | ------------------- | ----- | ---------------- |
|    | Germania (bandiera) | P     | Gottlieb Kappel  |
|    | Germania (bandiera) | D     | Helmut Meininger |
|    | Germania (bandiera) | D     | Helmut Rohmann   |
|    | Germania (bandiera) | D     | Horst Schneider  |
|    | Croazia (bandiera)  | C     | Vladimir Čonč    |
|    | Germania (bandiera) | C     | Winfried Corell  |
|    | Germania (bandiera) | C     | Erich Klein      |
|    | Germania (bandiera) | C     | Jürgen Meyer I   |

| N. |                     | Ruolo | Calciatore      |
| -- | ------------------- | ----- | --------------- |
|    | Germania (bandiera) | A     | Karl-Heinz Betz |
|    | Germania (bandiera) | A     | Lothar Buchmann |
|    | Germania (bandiera) | A     | Robert Kunz     |
|    | Germania (bandiera) | A     | Ulrich Meyer II |
|    | Germania (bandiera) | A     | Josef Neurohr   |
|    | Germania (bandiera) | A     | Detlev Rice     |
|    | Germania (bandiera) | A     | Klaus Risch     |

## Organigramma societario
Area tecnica
- Allenatore: Heinz Elzner
- Allenatore in seconda:
- Preparatore dei portieri:
- Preparatori atletici:
- Analisi video:

## Calciomercato

### Sessione estiva
| Acquisti | Acquisti      | Acquisti          | Acquisti |
| R.       | Nome          | da                | Modalità |
| -------- | ------------- | ----------------- | -------- |
| C        | Vladimir Čonč | Kickers Offenbach |          |

| Cessioni | Cessioni | Cessioni | Cessioni |
| R.       | Nome     | a        | Modalità |
| -------- | -------- | -------- | -------- |

## Risultati

### Oberliga sudovest

#### Girone di andata
| Arbitro: | Glatthaar |

|                      |           |  |
| Neurohr 82’ Kunz 87’ | Marcatori |  |

| Arbitro: | Böttcher |

|                                        |           |                |
| Mellinger 5’ Wanger 65’ Trapp 67’, 88’ | Marcatori | 32’, 59’ Klein |

| 2 settembre 1962 3ª giornata                                                              | Eintracht Bad Kreuznach | 2 – 3 referto             | Sportfreunde 05 Saarbrücken |  |
| \| \| \| \| \| Kunz 58’ Schneider 60’ (aut.) \| Marcatori \| 40’ Massion 42’, 83’ Löhr \| |                         |                           |                             |  |
|                                                                                           |                         |                           |                             |  |
| Kunz 58’ Schneider 60’ (aut.)                                                             | Marcatori               | 40’ Massion 42’, 83’ Löhr |                             |  |

| Arbitro: | Hahn |

|                                                         |           |             |
| Diehl 35’, 62’ Krafczyk 70’ Vollmar 79’ Schönwälder 86’ | Marcatori | 88’ Neurohr |

| 16 settembre 1962 5ª giornata | Eintracht Bad Kreuznach | 0 – 0 referto | Magonza | (2 000 spett.)\| Arbitro: \| Hager \| |
| Arbitro:                      | Hager                   |               |         |                                       |

| Arbitro: | Glatthaar |

|             |           |              |
| Seebach 55’ | Marcatori | 88’ Buchmann |

| Arbitro: | Bregenzer |

|                                    |           |                          |
| Pidancet 13’ Melcher 54’ Leist 71’ | Marcatori | 3’ Risch 55’ (rig.) Čonč |

| Arbitro: | Neumeier |

|  |           |                         |
|  | Marcatori | 13’, 67’, 69’ Reitgassl |

| Coblenza 21 ottobre 1962 9ª giornata | Neuendorf | 0 – 0 referto | Eintracht Bad Kreuznach | Stadion Oberwerth (2 000 spett.)\| Arbitro: \| Karmann \| |
| Arbitro:                             | Karmann   |               |                         |                                                           |

| Arbitro: | Henmann |

|                          |           |  |
| Schweizer 75’ Straus 85’ | Marcatori |  |

| Arbitro: | Ommerborn |

|        |           |                     |
| II 65’ | Marcatori | 59’ Lüth 80’ Göttel |

| Arbitro: | Biwersi |

|            |           |                      |
| Ladner 70’ | Marcatori | 9’, 31’ II 88’ Klein |

| Arbitro: | Weber |

|                |           |  |
| II 6’ Rice 48’ | Marcatori |  |

| Arbitro: | Bernhard |

|  |           |                              |
|  | Marcatori | 52’ (aut.) Hilgert 88’ Risch |

| 9 dicembre 1962 15ª giornata | Eintracht Bad Kreuznach | 0 – 0 referto | Oppau | (800 spett.)\| Arbitro: \| Olk \| |
| Arbitro:                     | Olk                     |               |       |                                   |

#### Girone di ritorno
| Arbitro: | Kuhn |

|                         |           |  |
| Grillenberger 55’ I 66’ | Marcatori |  |

| Arbitro: | Glatthaar |

|                        |           |  |
| Buchmann 60’ Klein 82’ | Marcatori |  |

| Arbitro: | Fritz |

|           |           |                     |
| Christ 8’ | Marcatori | 32’ II 48’ Buchmann |

| Magonza 21 gennaio 1963 19ª giornata | Magonza   | 0 – 0 referto | Eintracht Bad Kreuznach | Stadion am Bruchweg (1 000 spett.)\| Arbitro: \| Scheuring \| |
| Arbitro:                             | Scheuring |               |                         |                                                               |

| Arbitro: | Hager |

|                               |           |                                   |
| Hoffmann 30’ (aut.) Risch 76’ | Marcatori | 1’ Weishaar 25’ (aut.) I 43’ Dell |

| Arbitro: | Deuschel |

|  |           |                              |
|  | Marcatori | 7’, 56’ Dörrenbächer 13’ May |

| Arbitro: | Schäffer |

|                                  |           |  |
| Pulter 41’ Bauer 66’ Neumann 85’ | Marcatori |  |

| Arbitro: | Fritz |

|  |           |                    |
|  | Marcatori | 57’ Pollert 65’ II |

| Arbitro: | Roth |

|          |           |                                        |
| Betz 25’ | Marcatori | 17’ Krafczyk 50’ Vollmar 53’, 57’ Maas |

| Arbitro: | Bernhard |

|          |           |                       |
| Betz 88’ | Marcatori | 37’ Seider 75’ Braner |

| Arbitro: | Peters |

|                      |           |          |
| Löhfelm 29’ Lüth 47’ | Marcatori | 10’ Betz |

| Arbitro: | Deuschel |

|                                      |           |  |
| Betz 1’ Risch 25’, 63’, 68’ Čonč 83’ | Marcatori |  |

| Arbitro: | Maus |

|                          |           |                |
| Wittemaier 79’ Höbel 86’ | Marcatori | 2’ (rig.) Čonč |

| Arbitro: | Peters |

|                                      |           |           |
| Münch 6’ Heiden 47’ (rig.) Kuntz 68’ | Marcatori | 63’ Klein |

| Arbitro: | Roth |

|          |           |                                               |
| Kunz 68’ | Marcatori | 7’ Altmeyer 53’, 57’, 72’ Wittmann 88’ Heisel |

## Statistiche

### Statistiche di squadra
| Competizione      | Punti | In casa | In casa | In casa | In casa | In casa | In casa | In trasferta | In trasferta | In trasferta | In trasferta | In trasferta | In trasferta | Totale | Totale | Totale | Totale | Totale | Totale | DR  |
| Competizione      | Punti | G       | V       | N       | P       | Gf      | Gs      | G            | V            | N            | P            | Gf           | Gs           | G      | V      | N      | P      | Gf     | Gs     | DR  |
| ----------------- | ----- | ------- | ------- | ------- | ------- | ------- | ------- | ------------ | ------------ | ------------ | ------------ | ------------ | ------------ | ------ | ------ | ------ | ------ | ------ | ------ | --- |
| Oberliga sudovest | 19    | 15      | 4       | 2       | 9       | 19      | 27      | 15           | 3            | 3            | 9            | 16           | 29           | 30     | 7      | 5      | 18     | 35     | 56     | -21 |
| Totale            | 19    | 15      | 4       | 2       | 9       | 19      | 27      | 15           | 3            | 3            | 9            | 16           | 29           | 30     | 7      | 5      | 18     | 35     | 56     | -21 |

### Andamento in campionato
| Giornata  | 1 | 2 | 3 | 4  | 5  | 6  | 7  | 8  | 9  | 10 | 11 | 12 | 13 | 14 | 15 | 16 | 17 | 18 | 19 | 20 | 21 | 22 | 23 | 24 | 25 | 26 | 27 | 28 | 29 | 30 |
| --------- | - | - | - | -- | -- | -- | -- | -- | -- | -- | -- | -- | -- | -- | -- | -- | -- | -- | -- | -- | -- | -- | -- | -- | -- | -- | -- | -- | -- | -- |
| Luogo     | C | T | C | T  | C  | T  | T  | C  | T  | T  | C  | T  | C  | T  | C  | T  | C  | T  | T  | C  | C  | T  | C  | C  | C  | T  | C  | T  | T  | C  |
| Risultato | V | P | P | P  | N  | N  | P  | P  | N  | P  | P  | V  | V  | V  | N  | P  | V  | V  | N  | P  | P  | P  | P  | P  | P  | P  | V  | P  | P  | P  |
| Posizione | 6 | 9 | 9 | 13 | 13 | 12 | 14 | 15 | 13 | 14 | 15 | 14 | 13 | 10 | 11 | 11 | 10 | 9  | 10 | 10 | 11 | 12 | 13 | 13 | 14 | 14 | 13 | 15 | 15 | 15 |

Legenda:

Luogo: C = Casa; T = Trasferta. Risultato: V = Vittoria; N = Pareggio; P = Sconfitta.

### Statistiche dei giocatori
| K. Betz       | 19 | 4 | 0 | 0 |
| L. Buchmann   | 30 | 3 | 0 | 0 |
| K. Büllesfeld | 3  | 0 | 0 | 0 |
| W. Corell     | 20 | 0 | 0 | 0 |
| J. I          | 29 | 0 | 0 | 0 |
| U. II         | 27 | 5 | 0 | 0 |
| G. Kappel     | 30 | 0 | 0 | 0 |
| E. Klein      | 21 | 5 | 0 | 0 |
| R. Kunz       | 21 | 3 | 0 | 0 |
| H. Meininger  | 28 | 0 | 0 | 0 |
| J. Neurohr    | 6  | 2 | 0 | 0 |
| D. Rice       | 17 | 1 | 0 | 0 |
| K. Risch      | 23 | 6 | 0 | 0 |
| H. Rohmann    | 8  | 0 | 0 | 0 |
| H. Schneider  | 19 | 0 | 0 | 0 |
| E. Weiß       | 1  | 0 | 0 | 0 |
| V. Čonč       | 28 | 3 | 0 | 0 |